# Olimpia Teodora
L'Olimpia Teodora è una società pallavolistica femminile italiana con sede a Ravenna: milita nel campionato di Serie B1.

## Storia

### Gli inizi

L'Olimpia per la prima volta campione d'Italia nella stagione 1980-81, negli originali colori biancocelesti; si riconosce (a sinistra) la presidente Alfa Garavini.

L'Olimpia Ravenna nacque nel febbraio 1965 per iniziativa di una professoressa di educazione fisica, Alfa Casali-Garavini (1925-2022). Gli inizi furoni difficili, sia sul piano sportivo sia su quello personale, con Garavini che nei primi anni 70 rimase precocemente vedova del marito, primo sponsor della società.
Tuttavia di lì a breve arrivò la svolta per l'Olimpia, che iniziò a mietere i primi successi nei campionati giovanili; ciò incoraggiò gli investimenti nella prima squadra, che approdò in Serie A nel campionato 1976-77, terminato al quinto posto finale. Con Sergio Guerra in panchina e una rosa composta prettamente da giocatrici di Ravenna e provincia, su tutte le pluripresenti Manuela Benelli, Liliana Bernardi, Cinzia Flamigni e Patrizia Prati, il club romagnolo s'impose all'attenzione del panorama pallavolistico italiano vincendo gli scudetti nelle stagioni 1980-81 e 1981-82.

### Gli anni d'oro
Nel 1982, l'entrata in società del gruppo Ferruzzi (successivamente attivo anche nel volley maschile con il Porto Ravenna) portò alla sponsorizzazione della squadra sotto il marchio Olio Teodora, fatto che comportò l'ulteriore cambio di colori sociali dagli originali bianco-celeste ai nuovi giallo-rosso.
Per tutti gli anni 80 l'Olimpia, presieduta da Garavini, allenata da Guerra e gestita dal direttore sportivo Giuseppe Brusi, primeggiò in Italia senza conoscere avversarie; neppure l'introduzione dei play-off dalla stagione 1983-84 riuscì a sovvertire le gerarchie nella massima serie femminile. Numerosi primati furono conquistati dalla squadra ravennate: tra questi, nel 1982 le ragazze del Messina furono battute con un triplo 15-0, mentre tra il 15 marzo 1985 e l'8 dicembre 1987 l'Olimpia inanellò ben 72 vittorie consecutive.
In questi anni giocatrici provenienti dal vivaio ravennate, come Benelli e Bernardi, seppero imporsi all'attenzione mondiale diventando punti fermi della nazionale italiana che proprio in quegli anni, grazie al serbatoio dell'Olimpia, cominciò a ottenere i primi risultati di rilievo della sua storia. Ai successi nazionali delle giallorosse seguirono quelli internazionali, con la vittoria di due Coppe dei Campioni (1988 e 1992) e di un Campionato mondiale per club (1992).

L'Olimpia della stagione 1990-91, vincitrice dell'undicesimo e ultimo scudetto consecutivo.

Dopo undici scudetti consecutivi – un primato ineguagliato nella storia dello sport italiano –, nei primi anni 90 l'inevitabile ricambio generazionale, l'abbandono del gruppo Ferruzzi e l'ascesa di realtà pallavolistiche emergenti come Bergamo, Matera e Sirio Perugia eclissarono lentamente l'Olimpia che, nel frattempo rinominata Olimpia Teodora, e dopo un decennio piuttosto anonimo, al termine del campionato 2003-04 rinunciò a prendere parte al torneo successivo, cedendo i diritti al Robursport Pesaro e ripartendo dalla Serie B2.

### Il declino
Il nuovo presidente del sodalizio, Maurizio Chiarucci, richiamò Guerra alla guida della squadra. Nel 2005-06 la Teodora salì in Serie B1, sfiorando la promozione in Serie A2 sia nel campionato 2006-07 che in quello 2007-08, uscendo ai play-off. All'inizio della stagione 2008-09 acquistò i diritti sportivi dall'AICS Forlì per partecipare al campionato di A2, a cui dovette però rinunciare per nuovi problemi finanziari. L'improvvisa decisione fece ripartire la squadra dalla Serie D, dove nel 2009 arrivò la vendita della società al Consorzio Pallavolo Ravenna, comportando un nuovo cambio di denominazione in Teodora Pallavolo Ravenna.
Nella stagione 2009-10 la Teodora vinse il campionato regionale di Serie C conseguendo la promozione in Serie B2, dove tuttavia rimase lo spazio di un campionato prima dell'immediata retrocessione. Nell'annata 2011-12 la società, volendo affidarsi esclusivamente alle atlete del proprio settore giovanile, rinunciò quindi alla Serie C ripartendo dal campionato di Serie D.

### Anni recenti
Dopo varie stagioni nelle serie minori, al termine del campionato di Serie B1 2016-17 la squadra ravennate conquistò dopo tredici anni il ritorno in Serie A2; nei mesi seguenti la società andò inoltre a fondersi con l'altra realtà cittadina dell'Olimpia Alfa Garavini Ravenna, anch'essa neopromossa in A2, tornando alla storica denominazione di Olimpia Teodora.
Dopo cinque stagioni nella serie cadetta, al termine della stagione 2021-22 rinunciò nuovamente all'iscrizione al campionato, cedendo i diritti all'Assitec e ripartendo dalla Serie B2.

## Palmarès

L'Olimpia festeggia il suo sesto scudetto consecutivo al termine del campionato 1985-86

- Campionato italiano: 11

1980-81, 1981-82, 1982-83, 1983-84, 1984-85, 1985-86, 1986-87, 1987-88, 1988-89, 1989-90,
1990-91
- Coppa Italia: 6

1979-80, 1980-81, 1983-84, 1984-85, 1986-87, 1990-91
- Coppa dei Campioni: 2

1987-88, 1991-92
- Campionato mondiale per club: 1

1992

## Rosa 2021-2022
| N° | Nome              | Ruolo | Data di nascita  | Nazionalità sportiva |
| -- | ----------------- | ----- | ---------------- | -------------------- |
| 1  | Valentina Pomili  | S     | 21 ottobre 1994  | Italia               |
| 4  | Chiara Salvatori  | C     | 7 marzo 2003     | Italia               |
| 5  | Taylor Fricano    | O     | 4 febbraio 1995  | Stati Uniti          |
| 6  | Sara Fontemaggi   | S     | 6 dicembre 2002  | Italia               |
| 7  | Greta Monaco      | S     | 9 agosto 2001    | Italia               |
| 8  | Alessandra Colzi  | C     | 1º maggio 1997   | Italia               |
| 9  | Alice Torcolacci  | C     | 27 febbraio 2000 | Italia               |
| 10 | Alessandra Guasti | S     | 7 agosto 1996    | Italia               |
| 11 | Natasha Spinello  | P     | 15 dicembre 1998 | Italia               |
| 12 | Eleonora Sestini  | O     | 26 ottobre 2002  | Italia               |
| 13 | Giulia Rocchi     | L     | 20 ottobre 1992  | Italia               |
| 17 | Elena Foresi      | P     | 6 luglio 2000    | Italia               |
| 18 | Katarina Bulović  | S     | 15 febbraio 2002 | Italia               |